# AG2R Prévoyance/2003
Deze pagina geeft een overzicht van de wielerploeg Ag2r Prévoyance in 2003.

## Algemeen
Sponsors: Ag2r Prévoyance (verzekeringsmaatschappij)
Algemeen manager: Vincent Lavenu
Ploegleiders: Laurent Biondi, Gilles Mas, Artūras Kasputis
Fietsen: Décathlon

## Renners
| Naam                 | Geboortedatum | Nationaliteit | Ploeg 2002    |
| -------------------- | ------------- | ------------- | ------------- |
| Christophe Agnolutto | 06-12-1969    | Frankrijk     |               |
| Mikel Astarloza      | 19-09-1979    | Spanje        |               |
| Lauri Aus            | 04-11-1970    | Estland       |               |
| Stéphane Bergès      | 09-01-195     | Frankrijk     |               |
| Aleksandr Botsjarov  | 26-02-1975    | Rusland       |               |
| Laurent Brochard     | 26-03-1968    | Frankrijk     | Jean Delatour |
| Íñigo Chaurreau      | 14-04-1973    | Spanje        |               |
| Andy Flickinger      | 04-11-1978    | Frankrijk     |               |
| Nicolas Inaudi       | 21-08-1978    | Frankrijk     |               |
| Jaan Kirsipuu        | 17-07-1969    | Estland       |               |
| Julien Laidoun       | 25-01-1980    | Frankrijk     |               |
| Thierry Loder        | 15-12-1975    | Frankrijk     |               |
| Lloyd Mondory        | 26-04-1982    | Frankrijk     |               |
| Christophe Oriol     | 28-03-1973    | Frankrijk     |               |
| Laurent Paumier      | 29-03-1973    | Frankrijk     |               |
| Nicolas Portal       | 23-04-1979    | Frankrijk     |               |
| Erki Pütsep          | 23-05-1976    | Estland       |               |
| Mark Scanlon         | 10-10-1980    | Ierland       |               |
| Olivier Trastour     | 30-12-1971    | Frankrijk     |               |
| Ludovic Turpin       | 22-03-1975    | Frankrijk     |               |
| Stagiairs            |               |               |               |
| Thomas Terrettaz     | 25-08-1981    | Frankrijk     |               |

2000 · 2001 · 2002 · 2003 · 2004 · 2005 · 2006 · 2007 · 2008 · 2009 · 2010 · 2011 · 2012 · 2013 · 2014 · 2015 · 2016 · 2017 · 2018 · 2019 · 2020 · 2021 · 2022 · 2023 · 2024 · 2025